# Ayuntamiento de Old Medan
ElAyuntamiento de Old Medan es un edificio ubicado en Jalan Balai Kota (City Hall Street), en el kilómetro cero de Medan, North Sumatra.

## Historia
Fue construido en 1908 durante el período colonial holandés diseñado por C. Boon, arquitecto de Deli Group. para el Banco de Java (ahora Bank Indonesia), pero fue comprado por el Ayuntamiento de Medan. Su campana fue donada en 1913 de la Mansión Tjong A Fie. 
Ahora es propiedad y está administrado por el complejo hotelero, de oficinas y minorista Grand CityHall Hotel, situado justo detrás de él.

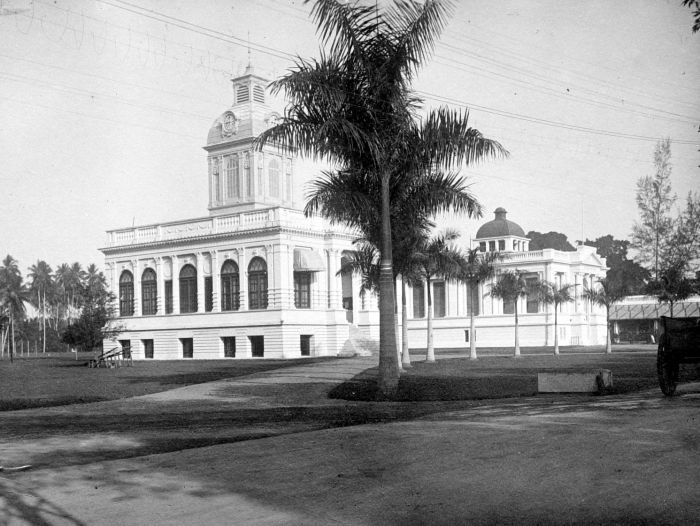
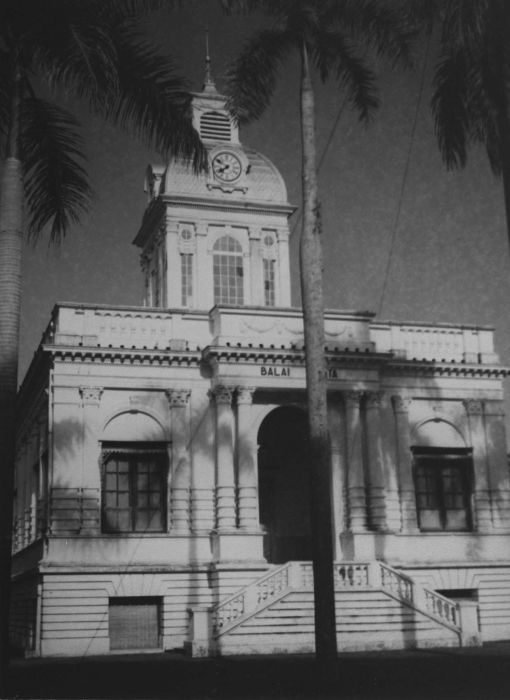
1950